# Зільберберг Лев Іванович
Лев Іванович Зільберберг (26 вересня 1880 року, Єлисаветград (Кропивницький) — 16 липня 1907, Петропавлівська фортеця) — діяч партії соціалістів-революціонерів, член її Бойової організації, учасник низки терористичних актів, повішений за вироком військово-польового суду у Петропавлівській фортеці.

## Біографія
Лев Зільберберг народився 26 вересня 1880 року в місті Єлисаветграді (нині — Кропивницький, Україна). Спочатку навчався у місцевій гімназії, згодом — у Третій московській гімназії. У 1899 році вступив на фізико-математичний факультет московського університету. Захопився народницькою ідеологією, брав участь у студентських рухах. У лютому 1902 року Зільберберг був заарештований у Севастополі й адміністративним порядком засланий на чотири роки до Олекминська Якутської губернії. Через рік, за амністією, повернувся до європейської частини Російської імперії і потрапив під гласний нагляд поліції у Твері.
У Твері Зільберберг зійшовся з членами партії соціалістів-революціонерів і вступив до неї. Був організатором кількох робітничих і селянських революційних гуртків. У серпні 1903 року виїхав за кордон. Брав участь у з'їзді закордонних організацій партії есерів як представник льєжського відділення. Навесні 1905 року Зільберберг вступив у «Бойову організацію», терористичне крило партії есерів.
Борис Савінков згадував:
|  | Лев Іванович Зільберберг, колишній студент московського університету, що вже побував у Сибіру, був молодий чоловік років 25. Він був добре складений, м'язистий і широкоплечий. За характером він належав до того ж типу людей із твердими переконаннями та твердою волею, до якого належав і Швейцер. Він був математик за освітою та з любов'ю займався прикладними науками. Від його скупих слів віяло тією самою силою, що відчувалася у соворості і замкнутості Швейцера. Дружина його - Ксенія, або на партійну прізвисько Ірина, була теж тиха, замкнута і мовчазна. Так само замкнута і мовчазна була і Рашель Лур'є.… |

Керував вибуховою лабораторією в Терійокі, брав безпосередню участь у низці терористичних актів, скоєних Бойовою організацією. 21 грудня 1906 року керував вбивством петербурзького градоначальника Володимира фон дер Лауніца. Також брав участь у підготовці замаху на Миколу Клейгельса, київського генерал-губернатора, організував втечу Савінкова з в'язниці у липні 1906 року.
9 лютого 1907 року Зільберберга разом зі своїм спільником Василем Сулятицьким заарештували за звинуваченням в організації вбивства фон дер Лауніца, за деякими даними, вони були видані Євно Азефом. Обох судили у Санкт-Петербурзі військово-польовим судом під іменами відповідно Штифтаря і Гронського та засудили до страти через повішення. Вирок виконали 16 липня 1907 року у Петропавлівській фортеці.

## Родина
- Був одружений з Ксенією Ксенофонтівною Панфіловою (1882, Крим — 1955, Наан, Ізраїль), яка також була учасницею революційного руху; під псевдонімом «Ірина» входила до Бойової організації та у створений її чоловіком Центральний бойовий загін. Після розгрому Центрального бойового загону та страти чоловіка Ксенії вдалося втекти, у 1910 — 1920-ті роки вона з дочкою жила в еміграції в Італії та Франції разом з родиною Бориса Савінкова (сестрою і племінником чоловіка). Після переїзду до підмандатної Палестини вивчила іврит, друкувалася в газетах «Мібефнім», «Давар», «Двар ха-поелет», опублікувала книгу «Подруги у кібуці». Їхня дочка — Ксенія Марина Зільберберг (1906—1952) — публіцист, активістка антифашистського підпілля; у 1928 році одружилася з італійським публіцистом, згодом партизаном і політичним активістом Еміліо Серені (1907—1977), у 1946 році у них народилася дочка Клара Серені, згодом письменник і перекладач. Еміліо Серені — брат філософа та публіциста-сіоніста, одного з засновників кібуца Гіват-Бренер Ензо Серені (1905—1944), якого заарештували після десанту на території Італії у 1944 році і загинув у концентраційному таборі Дахау; двоюрідний брат британського генетика Гвідо Понтекорво (Guido Pontecorvo[en], 1907—1999), професора Університету Глазго, фізика Бруно Понтекорво та режисера-документаліста Джильберто (Джилло) Понтекорво[4].
- Сестра Євгенія Іванівна Зільберберг (1883/5 — 1942) була дружиною Бориса Савінкова, від якого народила сина Лева Савінкова (1912—1987), поета, прозаїка, журналіста.
- Брат — Володимир Іванович Зільберберг, — учасник революційного руху; технік, працював у динамітній майстерні.